# Джаримов, Аслан Алиевич
Асла́н Али́евич Джари́мов (адыг. Джаримэ Аслъан Алие ыкъор; род. 7 ноября 1939, а. Егерухай, Кошехабльский район, Адыгейская АО, Краснодарский край, РСФСР, СССР) — советский и российский государственный и политический деятель. Первый Президент Республики Адыгея с 17 января 1992 по 8 февраля 2002.

## Биография
Родился 7 ноября 1939 года в ауле Егерухай Кошехабльского района Адыгейской автономной области (ныне Республика Адыгея). Отец — Джаримов Алий Забитович (1911 г. р.), мать — Абрегова Цурка Фицевна (1918 г. р.).

### Образование
Окончил агрономический факультет Кубанского сельскохозяйственного института в 1964 году, аспирантуру по специальности «экономика сельского хозяйства» в 1968 году, Академию общественных наук при ЦК КПСС в 1985 году.
Кандидат сельскохозяйственных наук (1975). Тема диссертации: «Экономическая эффективность применения минеральных удобрений в колхозах Адыгейской автономной области».
Доктор экономических наук (1995). Тема диссертации: «Механизм включения экономики республики в единое рыночное пространство России».
Почётный профессор МГИМО (У) МИД РФ, Почетный член Международной адыгской академии наук, действительный член Экологической академии РАН, действительный член Международной академии информатизации.

### Трудовая деятельность
Трудовую деятельность начал колхозником колхоза «Путь к коммунизму». С 1964 года работал агрономом-семеноводом, старшим экономистом Кошехабльского районного сельскохозяйственного управления.

### Политическая деятельность
Единственный в истории Адыгеи её руководитель, который занимал все три высшие партийные и государственные должности, как при партийно-советской форме организации власти, так и в новой демократической России, последовательно занимая посты первого секретаря Адыгейского обкома КПСС, затем Председателя Совета народных депутатов Адыгейской автономной области и президента Республики Адыгея.
Член КПСС с 1956 года до её запрета в ноябре 1991 года.

#### СССР
С 1968 по 1970 год — начальник планово-экономического отдела Адыгейского областного управления сельского хозяйства. С 1970 по 1973 год — заместитель заведующего отделом сельского хозяйства Адыгейского обкома КПСС. С 1973 по 1975 год — директор Адыгейской областной государственной сельскохозяйственной опытной станции. С 1975 по 1980 год — заведующий отделом сельского хозяйства и пищевой промышленности Адыгейского обкома КПСС.
С 1980 по 1984 год — секретарь Адыгейского обкома КПСС (курировал вопросы агропромышленного комплекса). С 1984 по 1987 год — заведующий отделом сельского хозяйства и пищевой промышленности Краснодарского краевого комитета КПСС. С 1987 по 1989 год — секретарь Краснодарского краевого комитета КПСС. С 1989 по 1991 год — первый секретарь Адыгейского обкома КПСС. С 1990 по 1992 год — председатель Адыгейского областного Совета народных депутатов.
Был избран народным депутатом СССР по национально-территориальному округу N703 (Адыгея), входил в Депутатскую группу коммунистов. В 1990 году был делегатом Учредительного Съезда КП РСФСР и XXVIII Съезда КПСС. На Втором съезде народных депутатов СССР в декабре 1989 выступал против внесения в повестку дня вопроса об отмене 6 статьи Конституции СССР.
5 октября 1990 на сессии областного Совета народных депутатов была провозглашена Автономная Советская Социалистическая Республика (АССР) Адыгея в составе РСФСР.

#### Россия
22 декабря 1991 на выборах президента Адыгеи получил 39,75 % голосов. Соперниками Джаримова были Пшимаф Хакуз (17,28 %, 32148 голосов), народный депутат РСФСР Асланбий Хутыз (9,31 %), заместитель председателя Майкопского горсовета Борис Мерзакулов (8,28 %), заместитель председателя комитета по педагогического училища Казбек Ачмиз (4,39 %). 5 января 1992 во втором туре голосования избран Главой исполнительной власти (Президентом) Республики Адыгея, получив 69,4 % голосов, его соперник Пшимаф Хакуз — 23,4 %. 17 января 1992 на Съезде народов Адыгеи принёс присягу и официально вступил в должность Президента республики.
На Первом съезде адыгейского народа в начале октября 1991, проведённого по инициативе «Комитета 40» (созданного движением «Адыгэ хасэ») поддержал идею паритетного представительства адыгов и русских в будущем Верховном Совете (по данным переписи населения 1989 года, адыгов в республике проживало 95 тысяч человек, русских — 294 тысяч).
На посту президента содействовал помощи Абхазии в конфликте против Грузии. По инициативе А. А. Джаримова в г. Армавире Краснодарского края 26 августа 1992 года состоялась встреча первых руководителей регионов Северного Кавказа, ставшая прологом к встрече противоборствующих сторон в Москве 3 сентября 1992 года с участием Президента РФ Б. Н. Ельцина, Председателя Госсовета Грузии Э. А. Шеварднадзе, военных руководителей Грузии, Председателя Верховного Совета Абхазии В. Г. Ардзинба и руководителей республик, краёв и областей Северного Кавказа. Инициировал вопрос о необходимости Обращения Президента РФ к горским народам Кавказа в канун 130-летия окончания Кавказской войны. Обращение было сделано Б. Н. Ельциным 21 мая 1994 года. В нём, в частности, борьба горцев за свободу и независимость была признана справедливой, что во многом способствовало снятию напряжённости в общественно-политической жизни горцев Северного Кавказа.
В экономической сфере выступал за развитие многоукладного сельского хозяйства.
30 марта 1992 года подписал Федеративный договор. В сентябре 1993 года выступил против государственного переворота Ельцина.
Избирался членом Совета Федерации первого созыва, с января 1996 года входил в состав Совета Федерации РФ по должности, являлся членом Комитета по вопросам безопасности и обороны.
12 января 1997 года был избран президентом Республики Адыгея на второй срок, получив на выборах 57,80 % голосов. На IV съезде движения «Наш дом — Россия» 19 апреля 1997 был избран членом политсовета движения НДР.
Наряду с другими вопросами, много внимания уделял проблеме возвращения соотечественников на историческую родину. Созданный им институт спецпредставителей совместно с МИД РФ в течение нескольких лет занимался решением проблемы репатриантов. В 1997 был принят Закон Республики Адыгея о репатриации, на основании которого образован общественный фонд по оказанию помощи репатриантам, подготовлен проект государственной программы по этому вопросу. В 1998—1999 годах из зоны боевых действий в Косово организовал переселение косовской общины адыгов на историческую родину.
13 января 2002 года на очередных выборах президента Адыгеи набрал 10 % голосов избирателей и уступил победу золотопромышленнику Хазрету Совмену (68 %).
С 2002 по 2003 год — заместитель полномочного представителя Президента РФ в Южном федеральном округе.
С 2003 года — генеральный консул Российской Федерации в г. Варна, Болгария. Имеет дипломатический ранг Чрезвычайного Полномочного посланника 2 класса.

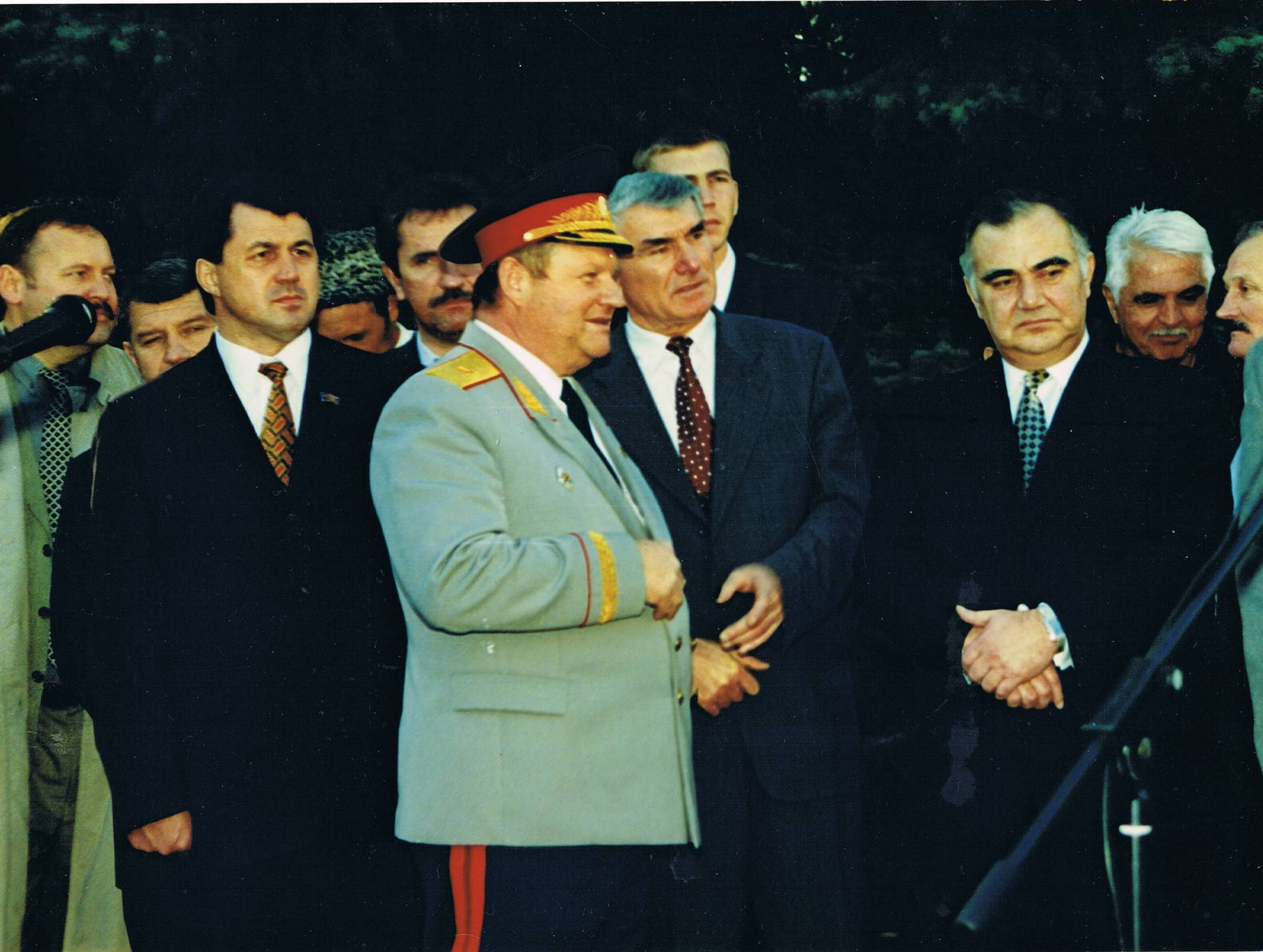
Черногоров А. Л., Дорофеев А. А., Джаримов А. А., Коков В. М. на 10-летии Республики Адыгея. Майкоп 2001 год.

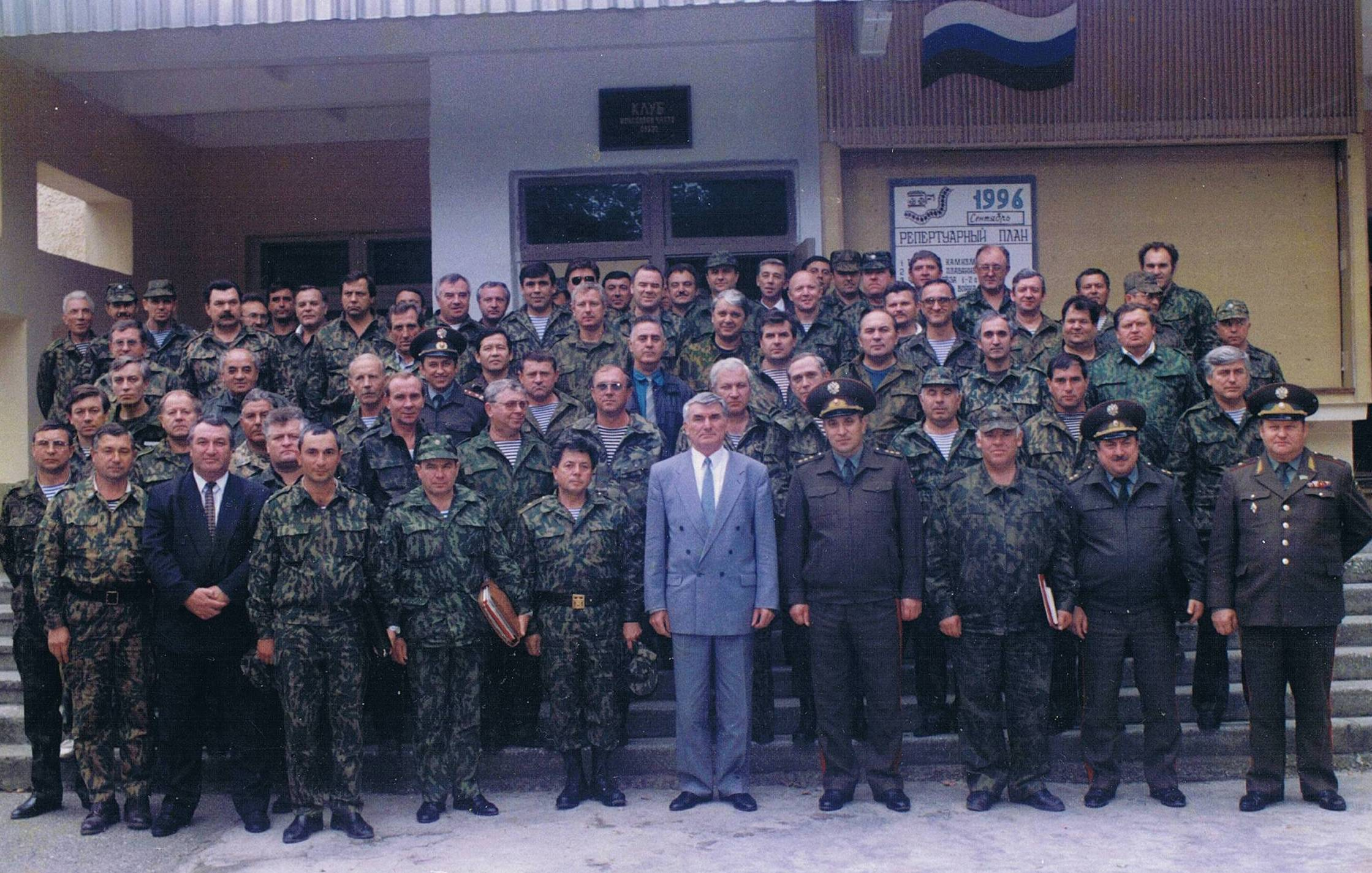
На военном сборе глав районов Адыгеи и Кубани в 9-й мсд.1996. Майкоп. В центре Президент РА Джаримов, Аслан Алиевич правее генералы: Командующий войсками СКВО А. В. Квашнин, заместители командующего войсками СКВО В. Г. Казанцев, Л.Шатворян, А. А. Дорофеев, левее генералы: советник президента РА по военным вопросам и делам казачества, генерал-майор К. И. Черепанов и командир корпуса Н. Ф. Ткачёв

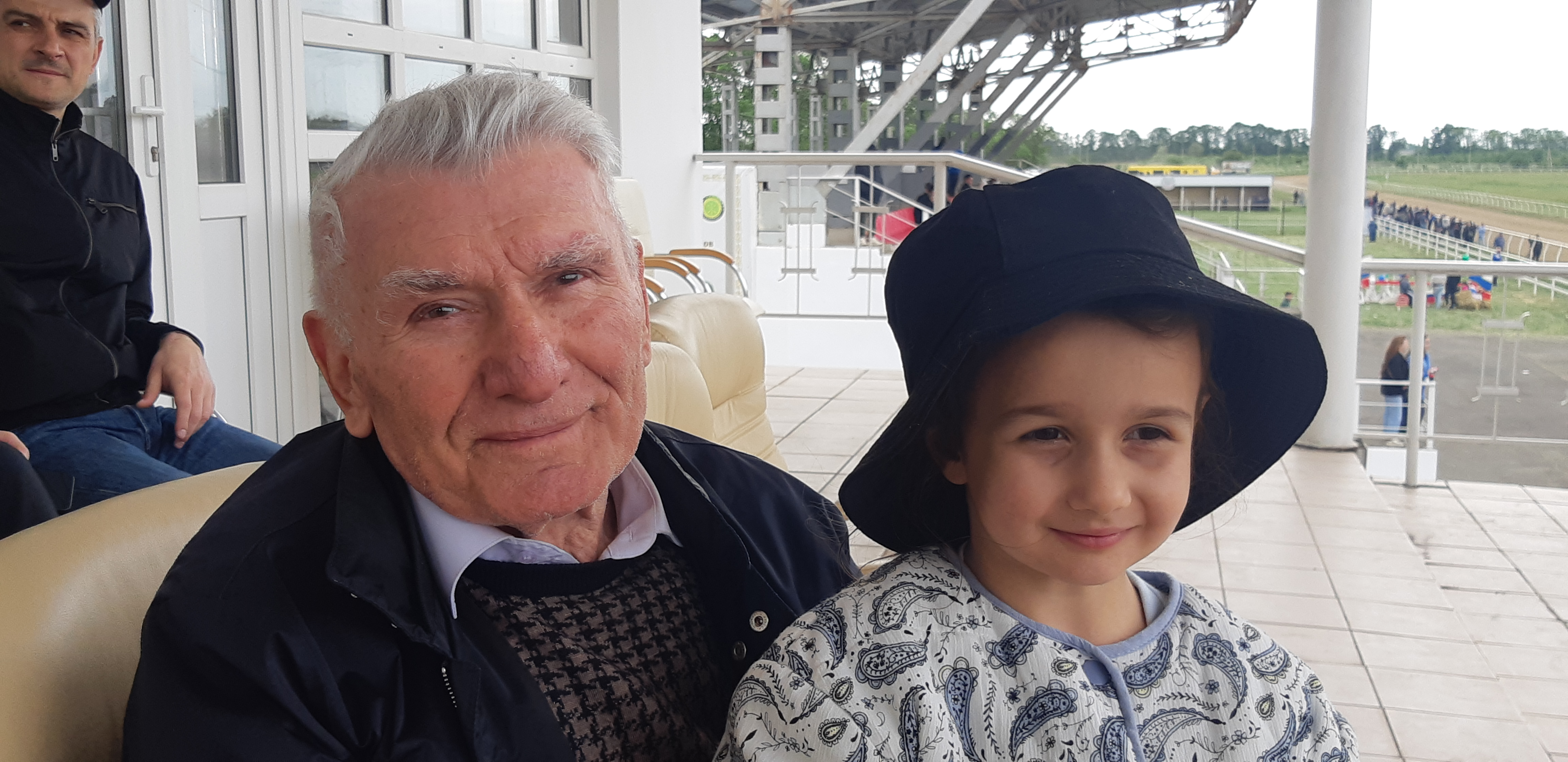
Джаримов А. А. с внучкой. Майкоп 2024

## Награды
- Орден «За заслуги перед Отечеством» IV степени (12 ноября 1999) — за большой личный вклад в социально-экономическое развитие республики и укрепление дружбы и сотрудничества между народами[4]
- Орден Дружбы (17 декабря 1994) — за заслуги перед народом, связанные с развитием российской государственности, достижениями в труде, науке, культуре, искусстве, укреплением дружбы и сотрудничества между народами[5]
- Орден «Знак Почёта» (1973)
- Орден «Честь и слава» 1-й степени (Абхазия, 2008)[6]
- Почётная грамота правительства Российской Федерации (5 ноября 1999) — за большой личный вклад в социально-экономическое развитие Республики Адыгея и многолетний добросовестный труд[7]
- Кавалер Золотого Почётного знака «Общественное признание» (2001)
- Почётный гражданин Абхазии (30 сентября 2008)[8]
- Почётный гражданин Майкопа
- Медаль «Герой труда Кубани» (3 ноября 2009) — за многолетнюю плодотворную деятельность и большой личный вклад в укрепление дружбы и сотрудничества Краснодарского края и Республики Адыгея
- Медаль «Слава Адыгеи»
- Международная премия За содействие миру на Кавказе.

Именем А. А. Джаримова названа улица в ауле Кошехабль.

## Семья
Женат, имеет двух дочерей. Жена — Джаримова Фатима Рамазановна (1947 г.р.), две дочери: Джаримова Анжела Аслановна (1968 г.р.) и Джаримова Бэла Аслановна (1975 г.р.)

## Хобби
Увлекается спортом: мастер спорта по борьбе самбо, был чемпионом Российской федерации по самбо, в 2000 году стал чемпионом мира по самбо среди ветеранов в весовой категории свыше 100 килограммов.